# Awaryjne lądowanie lotu Air Canada 143

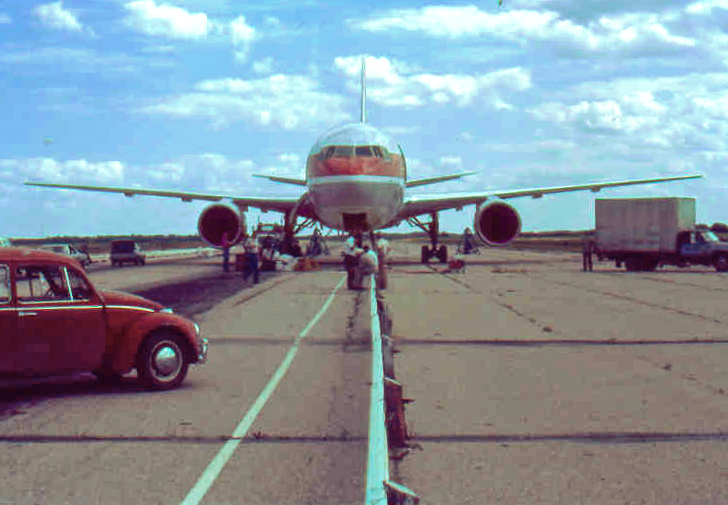
Gimli Glider na pasie startowym niedługo po awaryjnym lądowaniu

Szybowiec z Gimli (ang. Gimli Glider) – nazwa nadana pasażerskiemu samolotowi Boeing 767-200 (znak C-GAUN) latającemu w barwach Air Canada po szczęśliwym awaryjnym lądowaniu na nieczynnym lotnisku wojskowym w Gimli (Manitoba, Kanada) 23 lipca 1983.

## Przebieg lotu
Rejs nr 143 z Montrealu do Edmonton przez Ottawę rozpoczął się zgodnie z rozkładem. Obsługa naziemna tankująca samolot w Montrealu popełniła błąd, którego nie dostrzegli piloci, sprawdzając przed startem dokumentację. Zamiast 22 300 kilogramów paliwa, potrzebnego na pokonanie tej trasy, do zbiorników samolotu wlano 22 300 funtów (10 115 kg). Ponieważ 1 funt to niecałe pół kilograma (około 0,4536), mniej więcej w połowie lotu, w okolicy Red Lake (Ontario), systemy samolotu zaalarmowały pilotów o problemach z pompą paliwa w lewym zbiorniku. Awaria pompy nie jest jeszcze na tyle niebezpieczna, by podejmować jakiekolwiek procedury alarmowe, bowiem nawet z niedziałającą w należyty sposób pompą paliwo, pod wpływem grawitacji, powinno zaopatrywać oba silniki. Kiedy jednak po pewnym czasie włączył się alarm sygnalizujący problemy z drugą pompą, kapitan Bob Pearson podjął decyzję o lądowaniu na najbliższym czynnym lotnisku, w Winnipeg odległym o niespełna 200 km.
Zaraz potem wyłączył się lewy silnik i Pearson zakomunikował obsłudze naziemnej, że będzie realizował podejście do lądowania z jednym czynnym silnikiem; samolot znajdował się wówczas na wysokości 12 500 metrów. Przeliczniki pokładowe cały czas wskazywały, że ma wystarczającą ilość paliwa na bezpieczne przeprowadzenie samolotu; w rzeczywistości jednak były one nastawione na fałszywy stan początkowy przed startem. Zbliżając się do Winnipeg z jednym czynnym silnikiem piloci powoli obniżali lot do nakazanego poziomu 6000 metrów, ale kiedy samolot znalazł się na wysokości 8500 m – całkowicie zabrakło paliwa i wyłączył się również drugi silnik. Ani pilot, ani pierwszy oficer nigdy nie byli szkoleni, jak reagować na taką sytuację; również w instrukcji samolotu nie przewidziano takiego przypadku.
Kontrolując lot ślizgowy ważącego ponad sto ton samolotu z 61 pasażerami i 8 członkami załogi na pokładzie, pilot kontynuował lot w kierunku Winnipeg. Kiedy okazało się, że opada jednak nieco zbyt szybko i nie zdoła utrzymać samolotu w powietrzu do samego lotniska, zmienił plan i zdecydował lądować na znanym pierwszemu oficerowi Quintalowi z czasów jego służby wojskowej pasie startowym wojskowego lotniska w Gimli (Gimli Industrial Park Airport), do którego miał kilkadziesiąt kilometrów bliżej. Ta zmiana spowodowała, że musiał szybciej niż dotychczas wytracić wysokość, nie zwiększając jednak przy tym prędkości. Aby ten cel osiągnąć ustawił samolot w tzw. „ześlizg”, stosowany dość powszechnie w szybownictwie, ale nigdy dotąd nie stosowany przez ciężkie samoloty, i to z pasażerami na pokładzie. Zastosowanie takiego manewru stało się przyczyną nazwania samolotu „szybowcem z Gimli”.
Lot zakończył się bez poważniejszych strat, pomimo że dawne wojskowe lotnisko w Gimli zamienione zostało w tor wyścigowy, na którym w letnie weekendy (23 lipca 1983 przypadał w sobotę) spotykali się miłośnicy motoryzacji z rodzinami. Betonowy pas startowy szczęśliwie był prawie pusty. Samolot przed przyziemieniem skutecznie wysunął tylko prawe i lewe koła podwozia, natomiast goleń przednia nie wysunęła się do końca, dlatego też samolot zaraz po przyziemieniu oparł się przednią częścią kadłuba o ziemię i szorował nim o pas startowy. Korzystnym skutkiem tej okoliczności było znaczne skrócenie dobiegu, co prawdopodobnie uratowało życie dzieciom bawiącym się na płycie lotniska, a także ułatwiło pilotowi zatrzymanie maszyny przed końcem pasa startowego.
Wszyscy pasażerowie i członkowie załogi przeżyli i bezpiecznie ewakuowali się z samolotu; 10 osób doznało nieznacznych obrażeń podczas opuszczania samolotu. Wskutek tarcia kadłuba o beton doszło do wzrostu temperatury izolacji w przedniej części samolotu i zadymienia, ale niebezpieczeństwo pożaru zostało zażegnane za pomocą gaśnic znajdujących się w samolocie oraz przyniesionych przez śpieszących na pomoc ludzi znajdujących się w tym czasie na terenie dawnego lotniska.
Niezwykły zbieg okoliczności sprawił, że gdy po wylądowaniu samolotu w Gimli, wysłano tam techników z najbliższej bazy Air Canada w Winnipeg w celu naprawienia samolotu, to dotarli oni do celu w środku nocy, z dużym opóźnieniem, bowiem po drodze zabrakło benzyny w ich samochodzie.
Po dwóch dniach samolot zdolny był wystartować z Gimli i polecieć do bazy, gdzie przeszedł remont. „Szybowiec z Gimli” – C-GAUN – pozostał w służbie do stycznia 2008 roku, kiedy został przeznaczony na części zamienne.

## Nawiązania w kulturze popularnej
Na kanwie tego wypadku, zmieniając niektóre jego realia (w tym także numer lotu), nakręcono w 1995 amerykańsko-kanadyjski film fabularny pt. „Lot 174”.
O wydarzeniu nakręcono także film dokumentalno-fabularyzowany z serii „Katastrofa w przestworzach” (sezon 5, odcinek 2).